# Edurne Portela
Edurne Portela és una escriptora, assagista i professora universitària basca, doctora en literatura espanyola i llatinoamericana.
És llicenciada en Història per la Universitat de Navarra, ha desenvolupat la seva carrera professional com a professora de literatura i investigadora als Estats Units, on ha estat fins al 2015 professora de literatura a la Universitat de Lehigh (Pennsilvània). En tota la seva obra, tant assagística com literària, Portela escriu sobre violència, memòria i desarrelament. El 2016 va publicar l'assaig El eco de los disparos: Cultura y memoria de la violència (Galaxia Gutenberg), on va investigar la representació de la violència en la cultura en relació amb el conflicte del País Basc. L'any 2017 va publicar la seva primera novel·la, Mejor la ausencia (Galaxia Gutenberg), que va ser guardonada amb el Premi 2018 del Gremi de llibreries de Madrid i, el 2019, la seva segona novel·la, Formas de estar lejos (Galaxia Gutenberg, 2019). Portela també ha realitzat juntament amb José Ovejero el documental Vida y ficción (2017) i col·labora regularment amb diversos mitjans com El País, el diari digital La Marea i Radio Nacional de España.